# Mắt hột
Chứng đau mắt hột (tiếng Anh: trachoma) là bệnh nhiễm trùng mắt do vi khuẩn Chlamydia trachomatis có khả năng làm thẹo, và nếu không chữa trị sẽ gây mù mắt.
Trong khoảng 5 - 12 ngày sau khi xâm nhập vào mắt, vi khuẩn gây viêm mí và màng của mắt. Mắt sưng, đỏ hồng, ngứa ngáy khó chịu rồi nếu để lâu không chữa sẽ thành các vết thẹo trong mí và mắt. Khi mí mắt sưng có thể làm lông mi quặm vào trong, cọ xát vào tròng mắt tạo thêm vết thẹo, làm mờ mắt hay mù mắt.
Bệnh mắt hột là bệnh làm mù nhưng ngừa chữa được hàng đầu trên thế giới. Bệnh có nhiều tại địa phương nghèo, chậm tiến tại châu Phi, Nam Á, Đông Nam Á và Trung Quốc. Một số cộng đồng thiếu điều kiện cũng bị dịch về mắt này, như thổ dân Úc, Nam Mỹ và một số dân đảo vùng Thái Bình Dương.

## Định nghĩa
Định nghĩa mới nhất bệnh mắt hột của Tổ chức Y tế Thế giới chuyên đề hướng dẫn phòng chống bệnh mắt hột (Dowson – Tarzzio – Collier) năm 1981: Mắt hột là một viêm kết giác mạc lây lan mãn tính. Tác nhân gây bệnh là vi khuẩn Clamydia Trachomatis nhóm A, B, Ba và C. Trong giai đoạn lây bệnh, viêm nhiễm, bệnh thể hiện đặc trưng bằng các hột kèm theo thẩm lậu lan toả và phì đại gai nhú trên kết mạc và màng máu trên kết mạc. 
Bệnh mắt hột có thể tiến triển đến khỏi tự nhiên, hoặc đến tinh trạng sẹo hoá kết mạc, có thể gây nên biến chứng quặm và lông xiêu.

## Đặc điểm dịch tễ
Theo thống kê gần đây nhất, người ta ước lượng trên thế giới có trên 500 triệu người đang mắc bệnh, chủ yếu ở các nước đang phát triển, ở Châu phi và Đông Nam Á, đặc biệt ở các vùng nhiệt đới và cận nhiệt đới. 
Tổ chức y tế thế giơi ước lượng có ít nhất 2 triệu người bị mù do các biến chứng của bệnh mắt hột. Nếu kể luôn cả những người bị giảm thị lực, ít nhiều ảnh hưởng đến lao động sản xuất thì con số đó còn cao hơn. 
Ở Việt Nam trước năm 1945 trên 50% mắt hột hoạt tính. Từ năm 1947-1951 miền Bắc 60%, miền Trung 50% và miền Nam 30%. 
Sau một thời gian dài với việc xây dựng kế hoạch phòng chống mắt hột, đến năm 1977 thì tỷ lệ hoạt tính còn khoảng 17%. 
Tuổi mắc bệnh: ở bắt kỳ lứa tuổi nào, ở trẻ em 6 tháng tuổi có thể bị bệnh mắc hột. Quy luật dịch tễ học cho thấy ở nơi nào mắt hột hoạt tính cao thì nơi đó có tuổi mắc bệnh mắt hột thấp. 
- Nguồn lây bệnh:
  - Trực tiếp: Mắt – mắt (gặp trong gia đình và nhà trẻ)
  - Gián tiếp: do ruồi đậu vào mắt người bệnh, sau đó đậu vào mắt người lành.

## Tổn thương cơ bản
- Mắt hột giai đoạn I
  - Thường xuất hiện âm thầm, không có dấu hiệu chủ quan, phát hiện do khám sức khoẻ hàng loạt.
  - Kết mạc sụn mi trên thẩm lậu nhẹ, che lấp một phần mạch máu. Các hột nhỏ màu trắng vàng kích thước bằng đầu kim xuất hiện khắp kết mạc sụn mi trên gọi là tiền hột.
  - Bờ trên sụn mi và kết mạc cùng đồ có một số hột trong suốt và vài đám hột nhỏ.
  - Rất hiếm trường hợp có hột ở kết mạc sụn mi dưới.
- Mắt hột giai đoạn II
  - Triệu chứng chủ quan thường chưa có gì rầm rộ. Sáng thức dậy có một ít tiết tố đọng lại ở trong mắt.
  - Triệu chứng khách quan vẫn tập trung ở kết mạc sụn mi trên.
  - Kết mạc xù xì, mạch máu bị che lấp hoàn toàn bởi thẩm lậu.
  - Gai nhú mọc đầy, tập trung nhiều ở hai góc mi.
  - Nhiều hột to, chín mộng, rất dễ vỡ khi ta ấm bằng tăm bông, tiết ra một chất nhầy đặc hiệu.
  - Thấy đầy đủ các tuổi của mắt hột: tiền hột, hột to, hột hoại tử, có ít sẹo kết mạc đặc hiệu.
  - Có thể thấy màng máu mỏng.
- Mắt hột giai đoạn III
  - Giai đoạn này kéo dài nhất. Đặc điểm là có sự xen kẻ giữa các dấu hiệu hoạt tính (nhú gai, thẩm lậu, hột) và dấu hiệu ổn định (sẹo).
  - Một đặc điểm nữa của giai đoạn này là xuất hiện biến chứng như cụp mi, lông xiêu.
- Mắt hột giai đoạn IV
  - Mắt hột lành sẹo. trên kết mạc hết yếu tố hoạt tính, chỉ có sẹo ở mức độ khác nhau.
  - Từ giai đoạn III trở đi, khi khám ta có thể thấy có màng máu trên giác mạc. Màng máu này sẽ thấy rõ hơn khi khám dưới kính sinh hiển vi, và sẽ thấy lỗ lõm trên giác mạc gọi là lõm hột Herbert.

## Chẩn đoán
- Chẩn đoán mắt hột dựa vào một số dấu hiệu đặc trưng sau đây
  - Hột có thể kẹp vỡ ở giai đoạn chín.
  - Hột chiếm ưu thế ở kết mạc sụn mi trên và bờ trên của sụn mi trên, ngay từ giai đoạn đầu.
  - Màng máu với thẩm lậu, hột, tân mạch điển hình, nhiều khi phát hiện ở ngay giai đoạn khởi đầu của bệnh.
  - Không có hạch trước tai, trừ trường hợp bội nhiễm.
  - Ơ giai đoạn Tr. II và IV có tổ chức sẹo.
  - Sụn mi trên dày, uốn cong, có thể dẫn đến cụp mi, lông xiêu
- Tiêu chuẩn chẩn đoán mắt hột của WHO năm 1987: Muốn chẩn đoán bệnh mắt hột trên lâm sàng, khi khám hàng loạt trên từng bệnh nhân, ít nhất phải có 2 trong các điều kiện sau
  - Hột trên kết mạc sụn mi trên.
  - Hột hoặc di chứng của hột (lõm hột) ở vùng rìa giác mạc.
  - Màng máu chủ yếu ở cực trên.
  - Sẹo đặc trưng trên kết mạc.
- Cận lâm sàng
  - Phát hiện thể vùi trên lam kính
    - Bằng chất nhuộm giêm sa, phát hiện thể vùi (CPH) trong nguyên sinh chất của tế bào biểu mô kết mạc.

  - Phân lập nuôi cấy tác nhân gây bệnh
    - Phân lập trên túi lòng đỏ trứng gà bào thai.
    - Phân lập tác nhân trên môi trướng nuôi cấy tế bào hột lớp: tế bào Mac-coy hoặc tế bào Hela.

  - Phương pháp huyết thanh học
    - Kết hợp bổ thể
    - Vi miễn dịch huỳnh quang
    - Định tuýp huyết thanh của tác nhân mắt hột và của clamydia
- Phân loại theo WHO
  - Tr. I: Mắt hột sơ phát
    - Có hột chưa chín (tiền hột) trên sụn mi trên.
    - Thường thấy có tổn thương sớm trên giác mạc.

  - Tr. II: Mắt hột toàn phát
    - Có hột chín mềm
    - Có phì đại gai nhú
    - Có màng máu xuất phát từ cực trên giác mạc (thường có hột vùng rìa và lõn hột).

  - Tr. III: Tiền sẹo
    - Xuất hiện sẹo với mức độ khác nhau, sau khi hột bị hoại tử vỡ
    - Dấu hiệu hoạt tính còn lại toàn bộ hay một phần.

  - Tr. IV: Sẹo
    - Hột và thẩm lậu được thay thế bằng sẹo.
    - Hết các dấu hiệu hoạt tính.

## Điều trị

### Nguyên tắc điều trị
- cần phải điều trị viêm phối hợp trước
- điều trị bệnh mắt hột phải toàn diện, triệt để, lâu dài

### Phác đồ điều trị nội khoa
- C. Trachomatis nhạy cảm với một số kháng sinh như Erythromycin, Rifamycine, Sulfamide, Tetracyline, Azithromycin, Roxithromycin, Doxycyline
- Tra mỡ Tetracyline 1% liên tục ngày 1 lần, từ 3-6 tháng cho phác đồ điều trị liên tục
- Tra mỡ Tetracyline 1% ngày 1 lần trong 10 ngày đầu của tháng trong 6 tháng cho phác đồ điều trị ngắt quãng
- Có thể nhỏ kèm với thuốc nhỏ có Sulfamide 1-2 lần/ngày
- Thuốc uống Sulfamide chỉ được sử dụng cho một số trường hợp mắt hột hoạt tính mạnh, không được sử dụng rộng rãi, có thể dùng liều như sau: 1g x 2 lần/ngày, dùng 10 ngày, nghỉ 1 ngày, uống thành 3 đợt
- Azithromycine 20 mg/kg/lần
- Thuốc mỡ Tetracyline 1% dùng 2 lần/ngày trong 6 tuần cho kết quả khỏi bệnh 98%

### Điều trị ngoại khoa
Chủ yếu là giải quyết biến chứng của mắt hột
- Đốt lông xiêu
- Mổ quặm mi
- Ghép giác mạc

## Tiên lượng
Nếu được khám và chữa trị sớm thường không có ảnh hưởng lâu dài.
Nếu không chữa kịp có thể đưa tới lòa hay mù.

## Biến chứng
- Biến chứng lệ bộ
  - Hẹp và tắc ống dẫn lệ
  - Viêm túi lệ
  - Viêm tuyến lệ
  - Khô mắt
- Biến chứng mi mắt
  - Hẹp khe mi
  - Lông quặm
  - Lông xiêu
  - Màng máu biến chứng lên giác mạc

Cụ thể có thể kể đến là tình trạng tổn thương kết mạc bờ mi làm cho lông mi bị mọc siêu vẹo biến dạng. Chính lông xiêu (hay còn gọi là lông quặm) sẽ gây loạn dưỡng giác mạc và cọ xát liên tục vào giác mạc, gây tổn thương, trầy xước, loét giác mạc, làm mờ đục giác mạc
- Biến chứng kết mạc
  - Hẹp cùng đồ kết mạc
  - Dính mi cầu
- Biến chứng giác mạc
  - Màng máu giác mạc
  - Sẹo giác mạc gây mờ mắt và loạn thị
  - Loét giác mạc

Lưu ý: Loét giác mạc làm bệnh nhân bị đau mắt, nhức mắt, sợ ánh sáng, hậu quả là làm biến dạng giác mạc gây loạn thị, đục giác mạc và dẫn đến mất thị lực

## Phòng ngừa
Vì vi khuẩn gây bệnh mắt hột rất dễ lây từ nước tiết ra ở mũi, họng, mắt sang thẳng người khác hay qua đồ dùng như khăn mặt v.v... tăng cường giữ gìn vệ sinh là cách ngăn ngừa tốt nhất.
- Vệ sinh cá nhân: giữ vệ sinh mặt và đôi mắt, rửa mặt bằng nước sạch, không dùng chung khăn với người mắc bệnh, không để tay bẩn chạm vào mắt, tránh để ruồi nhặng chạm vào mắt.
- Tạo nguồn cung cấp nước sạch: đào khoan giếng, làm bể lọc nước sông, chứa nước mưa.
- Xây hố xí hợp vệ sinh, xây chuồng gia súc xa nhà (ít nhất 10m).
- Vệ sinh đường phố, diệt ruồi, chôn đốt rác thải.
- Điều trị tích cực cho những người bị bệnh mắt hột và gia đình. Nếu có biến chứng quặm phải đi mổ quặm ngay.
- Vệ sinh nhà cửa sạch sẽ.[3]